# Shepherd's Bush (wijk)
Shepherd's Bush is een wijk in het Londense bestuurlijk gebied (borough) Hammersmith and Fulham, gelegen in het westen van de regio Groot-Londen.

## Heden, verleden en toekomst
Shepherd's Bush werd voor het eerst vermeld in 704 in een verkoopakte van bisschop Waldhere van Londen. Tot het midden van de 19e eeuw bleef het gebied relatief onontwikkeld. Door de sterke expansie van Londen in de 19e eeuw ontstond ook hier de behoefte om landbouwgrond te gebruiken voor woningbouw. 
Shepherd's Bush wordt in de toekomstvisie London Plan (2004/2015) aangemerkt als een van de 19 metropolitan centres van Groot-Londen met een verzorgingsgebied groter dan de eigen borough. Tevens is het deelgebied White City een van de 38 opportunity areas in de Londense agglomeratie, gebieden met positieve ontwikkelingsmogelijkheden.  Verwacht wordt dat Shepherd's Bush in de komende decennia zal uitgroeien van metropolitan centre naar international centre.

## Voorzieningen
De wijk is de locatie van Westfield Shopping Centre, een van de grootste stedelijke winkelcentra van Europa. Andere belangrijke winkel- en horecastraten in het gebied zijn Uxbridge Road en Goldhawk Road. Het voetbalteam Queen's Park Rangers speelt in het Loftus Road-stadion in Shepherd's Bush.
Het BBC Television Centre bevindt zich in Shepherd's Bush, hoewel de BBC het gebouw in 2013 verlaten heeft. Vlak bij bevinden zich kantoren van andere mediabedrijven als Endemol en Escape Studios.

### Openbaar vervoer
De wijk is per spoor bereikbaar via verschillende metrolijnen en de West London Line van London Overground:
- Hammersmith & City line, Circle Line, met de stations:
  - Goldhawk Road
  - Shepherd's Bush Market
  - Wood Lane
- Central line, met de stations:
  - Shepherd's Bush
  - White City (metrostation)
- London Overground, met station:
  - Shepherd's Bush

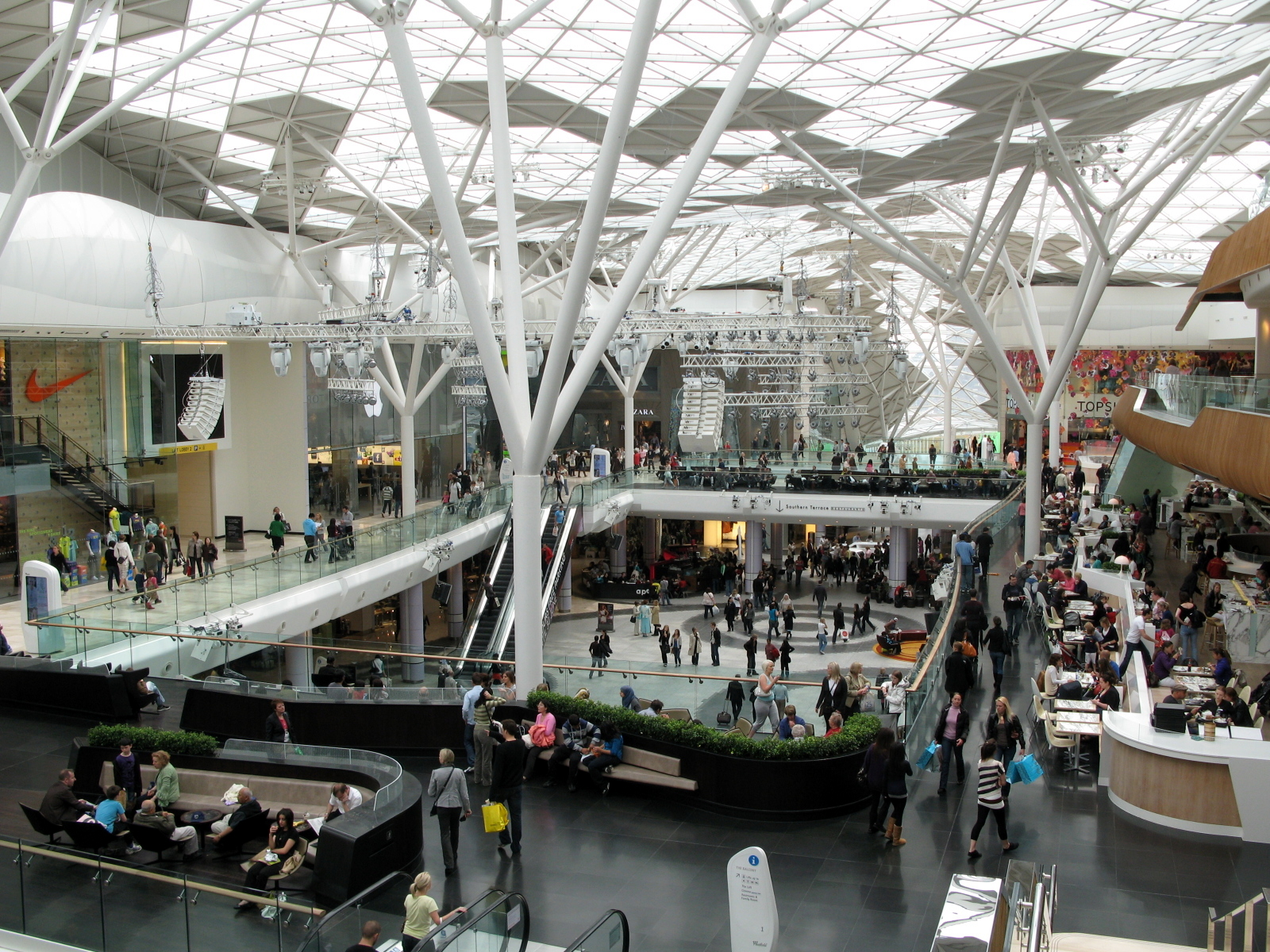
Westfield Shopping Centre
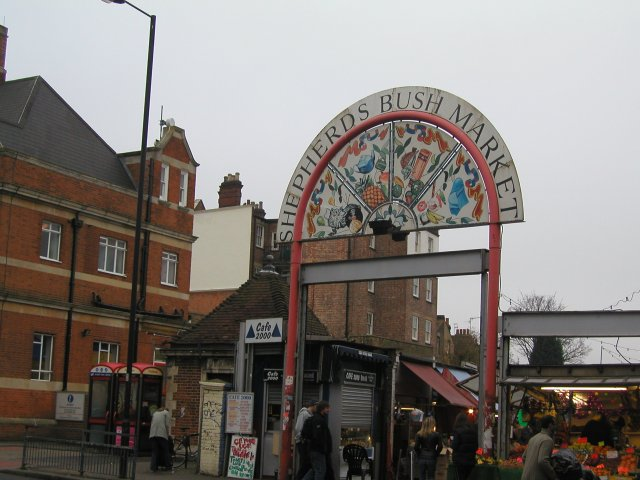
Shepherd's Bush Market
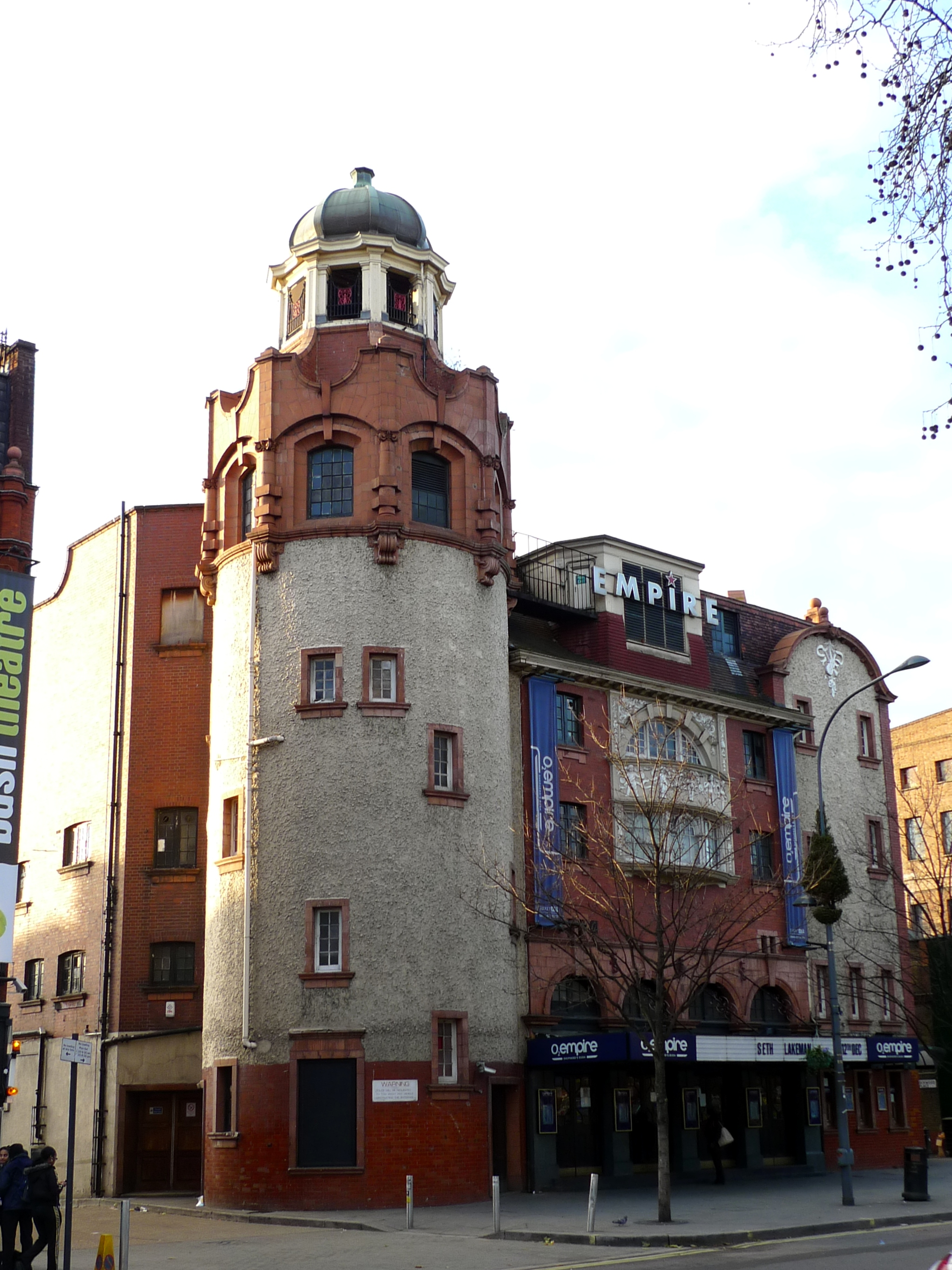
Shepherds Bush Empire
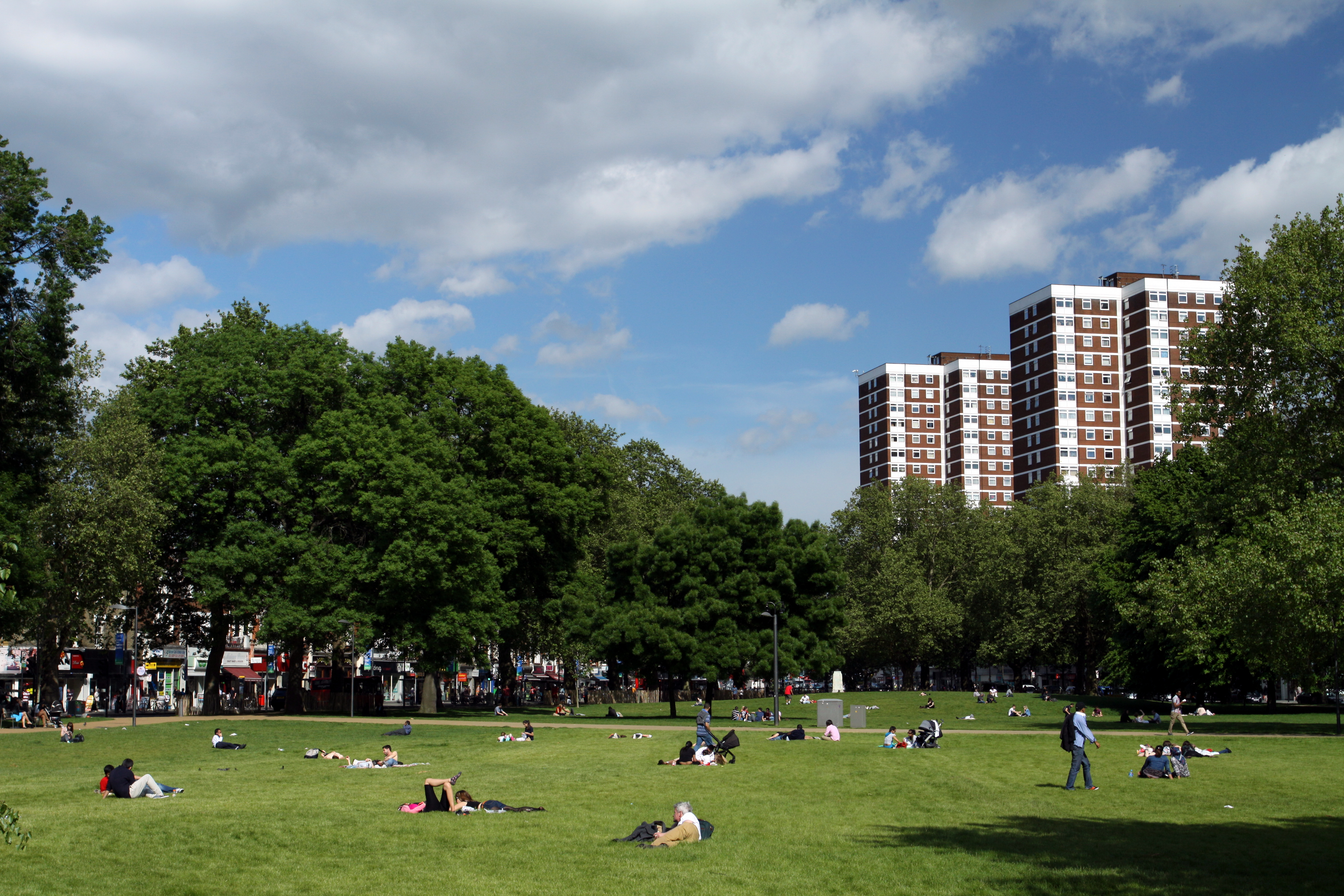
Shepherd's Bush Green